# Prince Madog (Schiff, 1968)
Die Prince Madog ist ein ehemaliges Forschungsschiff der Bangor University im walisischen Bangor.

## Geschichte
Das auf einem Heckfänger basierende Schiff wurde von Burness, Corlett & Partners in Basingstoke entworfen. Das Schiff wurde auf der Werft Ramsey Shipbuilding & Engineering in Ramsey auf der Isle of Man für das damalige University College of North Wales in Bangor gebaut. Der Bauvertrag wurde 1965 unterzeichnet. Die Baukosten beliefen sich auf £ 103.000. Die Kiellegung des Schiffes erfolgte am 8. Oktober 1965. Das Schiff wurde im Februar 1968 abgeliefert.
Das Schiff wurde insbesondere in der Irischen See eingesetzt. Es konnte aber auch in angrenzenden Seegebieten genutzt werden.
2001 wurde das Schiff außer Dienst gestellt und durch einen gleichnamigen Neubau ersetzt. Im selben Jahr wurde es verkauft und als Madog einige Jahre von Liverpool aus für Tauch- und Angeltouren genutzt. 2007 wurde es nach Dänemark an das Unternehmen Nord-Marine verkauft und nach Umbauten unter der Flagge von St. Kitts und Nevis für Forschungs- und Vermessungsarbeiten überwiegend in der Nordsee genutzt.
2019 wurde das Schiff erneut verkauft und in Princess Madog umbenannt.
Benannt ist das Schiff nach dem walisischen Prinzen Madoc, der einer Legende nach ein Sohn des Königs Owain Gwynedd gewesen und 1170 nach Nordamerika gesegelt sein und dort Siedlungen gegründet haben soll.

## Beschreibung
Das Schiff wird von einem Lister-Blackstone-Dieselmotor mit 600 PS Leistung angetrieben. Der Motor wirkt auf einen Verstellpropeller. Das Schiff ist mit einem Bugstrahlruder mit 80 PS Leistung ausgestattet. Für die Stromversorgung stehen ein von der Hauptmaschine angetriebener Generator mit 50 kW Leistung und zwei Generatoren mit jeweils 18 kVA Scheinleistung, die von einem Dieselmotor mit 53 kW Leistung angetrieben werden, zur Verfügung.
Das Heck des Schiffes war zunächst geneigt. Es stellte sich jedoch schnell heraus, dass sich schweres Forschungsgerät so nur schlecht aus dem Wasser hieven ließ. Das Heck wurde daraufhin umgebaut.
Das Schiff war als eines der ersten Forschungsschiffe mit einem Heckgalgen ausgestattet. Für das Arbeitsdeck stand außerdem ein Kran, der 2 t heben konnte, zur Verfügung. Weiterhin war das Schiff mit zwei weiteren Kranen ausgerüstet, die 1 bzw. 0,5 t heben konnten.
Das Schiff konnte etwa zehn Tage auf See bleiben.
An Bord war Platz für neun Besatzungsmitglieder und acht Wissenschaftler. Auf Tagesfahrten konnten 30 Personen an Bord sein.